# Lâm Quế
Lâm Quế (tiếng Trung: 临桂区, bính âm: Línguì Qū, Hán Việt: Lâm Quế khu) là một quận thuộc địa cấp thị Quế Lâm, Khu tự trị dân tộc Choang Quảng Tây, Cộng hòa Nhân dân Trung Hoa. Quận Lâm Quế có diện tích 2.202 km², dân số 450.000 người, mã số bưu chính 541100, quận lỵ ở trấn Toàn Châu.

## Các đơn vị hành chính
Quận này có 8 trấn và 3 hương:
- Trấn: Lâm Quế (临桂), Tứ Đường (四塘), Hội Tiên (会仙), Lục Đường (六塘), Nam Biên Sơn (南边山), Lưỡng Giang (两江), Ngũ Thông (五通), Trung Dung (中庸).
- Hương: Trà Động (茶洞).
- Hương dân tộc: Uyển Điền Dao tộc (宛田瑶族), Hoàng Sa Dao tộc (黄沙瑶族).